# تحليل سائلي
في عمليات الاحتراق، يتم إجراء التحليل السائلي عندما يتم اعتبار بخار الماء أحد نواتج التفاعل. ويمكن إجراء هذا الاختبار على أساس كل من الحجم والكتلة. ويختلف التحليل السائلي عن التحليل الجاف حيث أن الأخير يعتبر أن بخار الماء يتم تكثيفه وإخراجه من عوادم الغازات الساخنة.